# Castelo de Doubaiazete
O castelo de Doubaiazete (em turco: Doğubayazıt Kalesi), castelo de Caracosse (em turco: Karaköse Kale) ou fortaleza de Dariunque (em armênio: Դարյունք բերդ, Dariunk’ berd) é um castelo armênio construído numa colina formada por rochas íngremes, alguns quilômetros a sudeste do centro do distrito de Doubaiazete, na província de Are, na Turquia.

## Nome
O nome atual da cidade de Doubaiazete deriva de Baiazite, que foi introduzido pelo Império Otomano desde o século XVI. Propôs-se ser uma referência ao sultão otomano Bajazeto I (r. 1389–1403) ou ao irmão do sultão jalaírida Amade Jalair (r. 1382–1410), o príncipe Bajazeto. Apesar disso, é possível que surgiu de uma corrupção de alguma forma nativa armênia, haja vista a menção de "Berdene Biazti" (Բերդն Բիազտի, Berdn Biazti) por Araquel de Tabriz a partir de uma cópia de 1451 do Haysmavurk (um livro litúrgico). De todo modo, antes do século XV, era referida como Dariunque (Դարյունք, Dariunk’), Dareunque (Դարևունք, Dareunk’), Daroinque (Դարոյնք, Daroynkʿ), Dareonque (Դարեոնք, Dareonk’) etc. Ptolemeu chamou-a Terua (em grego: Τερούα, Teroúa), de uma possível forma *Derua (Δερούα, *Deroúa).

## História
Vestígios arqueológicos de muralhas e relevos do século VIII a.C. confirmam que o sítio onde o castelo foi construído foi anteriormente utilizado como um assentamento do Reino de Urartu. A primeira menção à fortaleza em fontes armênias foi feita por Fausto, o Bizantino (século V) em referência aos eventos do século IV do Reino da Armênia. De acordo com o cronista, estava localizada no distrito (gavar) de Cogovita da província de Airarate. Foi utilizado como local seguro para armazenar parte do tesouro real da dinastia arsácida ao menos durante os reinados de Cosroes III (r. 330–339), Ársaces II (r. 350–368) e Papa (r. 370–374). É um ponto defensivo de difícil acesso e alega-se que foi uma das fortalezas mais fortes e inexpugnáveis da Armênia. Tácito, por exemplo, referiu-se a esse lugar, ao mencionar as tropas do general Córbulo que atacaram Artaxata, de "a entrara dos [montes] Tauro.

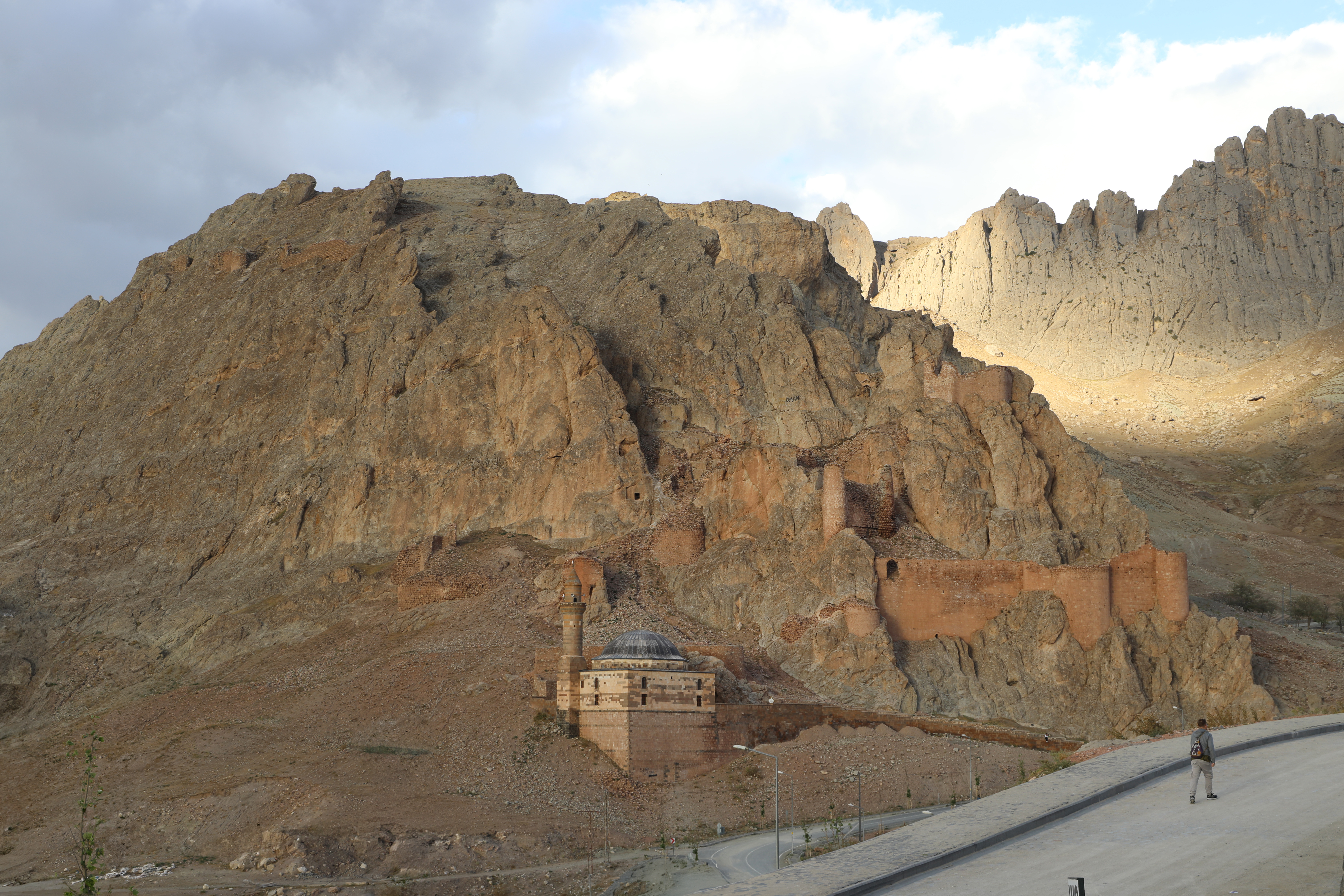
Vista lateral da fortificação e mesquita

Em 337, Cosroes III e o católico Vertanes I, o Parto (r. 327/33–341/2) se esconderam ali quando o chefe nômade Sanatruces invadiu a Armênia. Em 368-369, as tropas do xainxá Sapor II (r. 309–379) do Império Sassânida tentaram capturá-la sem sucesso. Em algum ponto desconhecido, quiçá no século V, foi adquirida pelos bagrátidas, que reconstruíram-na. No século VII, Simbácio IV e seu filho Basterotes II foram sepultados na fortaleza. Entre 685 e 688, Asócio II construiu a Igreja do Salvador (Amenap’rkich’) e foi sepultado nela. No início do século X, ficou momentaneamente sob controle do emir sájida Iúçufe ibne Abi Alçaje até sua conquista pelo rei Cacício I (r. 904–943/4). Em 1020, foi conquistada pelo Império Bizantino, mas rendida ao Império Seljúcida 50 anos depois. Tamerlão (r. 1370–1405) ocupou a ocupou brevemente. No início do século XV, fazia parte dos territórios do Império Safávida na Armênia Ocidental, mas foi conquistada pelo sultão Solimão, o Magnífico (r. 1520–1566) no rescaldo de sua vitória na guerra de 1532–1555. No final do século XVII, Ixaque Paxá a refortificou e construiu um muro alto. No século XVIII, uma nova fortaleza foi construída sobre a construção original. Em 1735, tropas safávidas destruíram parte do assentamento, mas não tomaram a fortaleza.

## Características
Segundo investigações arqueológicas realizadas no sítio, o castelo se configura numa construção armênia reutilizada e consiste em torres altas e arredondadas, alvenaria rústica, entradas deslocadas e planta irregular das paredes. Imediatamente abaixo do afloramento da fortaleza está a pequena Mesquita de Selim (antiga Igreja do Salvador).